# Hubrecht Duijker
Hubrecht Duijker (1942) é um escritor dos Países Baixos. É também um jornalista especializado em enologia. 